# Roc Pallarès i Rossell
Roc Pallerés i Rossell fou un polític andorrà. Va exercir de síndic general des del 1928 fins al 1933. Partidari del reformisme i els canvis a Andorra, s'exilià a Barcelona l'agost de 1933.
Durant el seu mandat com a síndic —llavors amb poder executiu, amb un rang equivalent al d'un primer ministre— destacaren dos episodis seus a l'escena internacional. El primer, l'octubre del 1931, quan es presentà a Madrid acompanyat del subsíndic Agustí Coma per a reunir-se amb Manuel Azaña, president del govern provisional de la Segona República Espanyola. D'altra banda, el març del 1933 Pallerés envià una carta manuscrita al president dels Estats Units, Franklin D. Roosevelt, per a felicitar-lo amb motiu de la seva investidura. El maig del mateix any el síndic rebé la lletra de resposta, lliurada pel cònsol general dels EUA a Barcelona, Claude Dawson, que viatjà a Andorra amb cotxe des de la capital de Catalunya. Va ser el primer intercanvi diplomàtic entre el principat i els Estats Units. Amb motiu dels fets el The New York Times explicava que Pallerés «és una mena de plutòcrata […] perquè té uns bons camps de tabac i cria unes de les millors mules d'aquella part del país». I afegia: «Al senyor Pallerés li agrada treballar i se'l veu més sovint als seus camps que al despatx presidencial».
En el marc de la Revolució del 1933, un contingent de gendarmes francesos ocupà Andorra i el Consell General fou destituït. Per aquest motiu, el mes d'agost Roc Pallerés s'exilià a Barcelona. Després de les eleccions del mateix mes, s'elegiria un altre síndic, Pere Torres.